# 鄭懷陔
鄭懷陔（生卒年不详），字子员，号补庵，清朝末年解元。祖居福建南安縣石井，移居晉江縣安海。

## 生平
鄭懷陔為鄭成功裔孫。光緒十四年（1888年）中式戊子科福建鄉試第一名舉人（解元）。

## 著作
- 《出葬赋》[2]
- 《福顺宫碑记》

### 書目
- （清）法式善等，《清秘述聞三種》，中華書局，清代史料筆記叢刊，ISBN：ISBN 7101017428。